# Колатерала
У кредитним споразумима, колатерал је зајмопримчева залога над одређеном имовином која зајмодавцу обезебеђује исплату дуга. Колатерал служи као заштита зајмодавца од зајмопримчевог банкрота - тј. могућности да зајмопримац није у могућности да плати главницу и камату под уговореним условима. Ако зајмопримац не враћа зајам (због инсолвентности или других разлога), тада се зајмопримац одриче своје имовине коју је заложио као колатерал и власник заложене имовине постаје зајмодавац. Код класичног хипотекарног зајма, нпр. некретнина која се купује уз помоћ зајма служи као колатерал. Ако купац некретнине није у могућности да исплати хипотекарни зајам, банка преузима власништво над некретнином.

## Врсте колатерала
Колатерал, посебно у банкарству, традиционално се односи на осигуране зајмове. Још један пример може бити да тражите колатерал у замену за држање нечега вредног, док вам то не врате. Поједине врсте позајмица су искључиво везане снагом колатерала, као нпр. злато или некретнина.
У многим земљама у развоју, коришћење колатерала је главни начин да се осигура финансирање банака. Лакоћа добијања зајма је директно условљена могућношћу коришћења некретнине као колатерала.